# Toetsenist

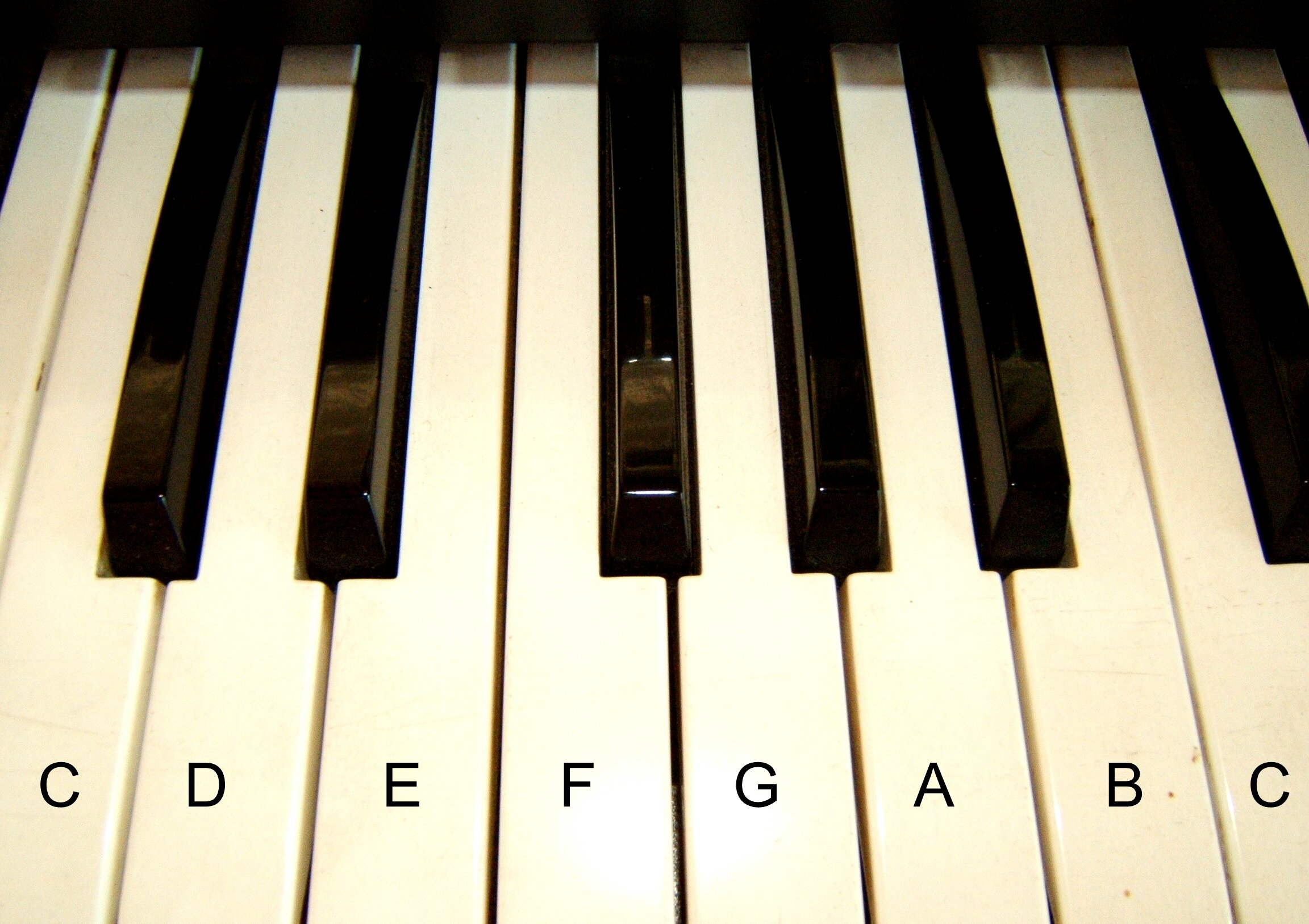
Eén octaaf van een manuaal orgeltoetsen

Een toetsenist is een muzikant die een muziekinstrument bespeelt dat is voorzien van een klavier met toetsen. De term is een verzamelnaam voor bespelers van uiteenlopende toetsinstrumenten, zoals een keyboard, (elektrische) piano, elektronisch orgel of synthesizer.
De benaming wordt in de klassieke muziekbeoefening niet gebruikt en geldt niet voor alle bespelers van toetsinstrumenten. Speelt iemand alleen orgel dan spreekt men over een organisten en speelt iemand slleen piano is het een pianist. Bespelers van klavecimbel, spinet en virginaal worden klavecinisten genoemd.
Enkele voorbeelden van instrumenten die toetsenisten bespelen, zijn:
- piano ("toetsenist" geldt alleen als ook andere toetseninstrumenten worden bespeeld)
- Elektrische piano, zoals de Rhodes en Wurlitzer
- Clavinet
- Hammondorgel ("toetsenist" geldt alleen als ook andere toetseninstrumenten worden bespeeld)
- Elektronische orgels zoals Vox Continental, Philicorda en Farfisa
- Digitale piano's
- Keyboard
- Synthesizer

## Geschiedenis
De benaming toetsenist is ontstaan in de vroege jaren 60. Tot die tijd werden bespelers van toetsinstrumenten over het algemeen als pianist of organist aangeduid. In de jaren 60 werd een breed scala aan toetsinstrumenten populairder. Door het toegenomen gebruik ontstond behoefte aan een algemene benaming voor de bespelers ervan: toetsenisten.
De opmars van elektronische toetsinstrumenten begon eveneens in de jaren 60. Verschillende bands gebruikten een hammondorgel, mellotron, of elektrische piano's zoals de Fender Rhodes. Bands als The Moody Blues, The Rolling Stones en The Beatles voegden toetsen toe aan hun opnames. In 1967 gebruikten The Doors voor het eerst een Moog synthesizer in hun nummer Strange Days. Toetsenisten kregen een prominente rol in bands, maar ook solo-muzikanten braken ermee door. Jean Michel Jarre, die eind jaren 60 begon, geldt als een pionier op het gebied van synthesizers.
De betaalbaarheid van elektronische instrumenten zoals keyboards en synthesizers nam toe. Steeds meer bands en artiesten begonnen de instrumenten te gebruiken. In de late jaren 70 en vroege jaren 80 ontstonden bands die alleen met elektronische instrumenten werkten, waaronder Kraftwerk en The Human League. Ook progressieve rockbands zoals Genesis, Emerson, Lake & Palmer en Pink Floyd maakten gebruik van keyboards en synthesizers.
In de jaren 90 liep de populariteit van synthesizers in de rockmuziek wat terug, waardoor het gebruik ervan zich vooral beperkte tot de elektronische muziek. Dankzij bands als The Killers en Keane zijn toetsinstrumenten sinds de eeuwwisseling weer vaker in de pop- en rockmuziek te horen.